# Casa Bassols-Pignatelli
La Casa Bassols-Pignatelli és un edifici situat als carrers de la Cucurulla i dels Arcs de Barcelona, catalogat com a bé cultural d'interès local. Actualment allotja la seu del Reial Cercle Artístic.

## Història
Segons el Cadastre de 1716 i la documentació notarial, aquesta casa pertanyia a Jeroni de Rocabertí i d'Argençola, que la tenia llogada. Fill de Josep de Rocabertí i de Boixadors i d'Agnès d'Argençola i Montsuar, el 1702 fou nomenat marquès d'Argençola per Felip V. El seu fill Josep de Rocabertí i de Llupià morí el 1755 sense descendència, per la qual cosa la casa passà a mans del seu cosí Antoni Pignatelli i d'Aimeric (1685-1771), fill de Domenico Pignatelli i Vagher, primer marquès de Sant Vicenç, i d'Anna Maria d'Aimeric-Cruïlles-Santapau i d'Argençola, marquesa d'Aimeric. Casat amb Anna Maria Francesca Pinelli Ravaschieri, princesa de Belmonte, fou succeït pel seu fill Antoni Francesc Pignatelli i Pinelli (1722-1794), que el 1773 va vendre la propietat al comerciant ennoblit Miquel de Girona (o Gerona) i Rigalt per 22.000 lliures. L'any següent, aquest va demanar permís per a fer-hi reformes: «Don Miguel de Gerona […] esta actualmente obrando su casa propia que habita, cituada en la calle de los Arcos de esta ciudad, en donde tiene sus puertas, ÿ de donde toma sus luces, como tambien de la Plaza de Sta Ana, Calle de la Cucurulla, ÿ de una callejuela que passa dende essa a la de los Arcos [...]»
Miquel de Girona va ser escollit com a director de la Companyia de Comerç de Barcelona a Índies durant el trienni 1776-1779, però va morir abans de poder exercir el càrrec. Casat amb Eulàlia Augirot i de Nadal, fou succeït pel seu fill Francesc de Girona i Augirot, que el 1780 va demanar permís per obrir una porta al carrer de la Cucurulla, i novament el 1790 per a obrir-hi una finestra. El 1798, va demanar permís per a obrir una finestra al carrer dels Arcs, i entre 1802 i 1804, ell i la seva esposa Marianna Ros i Oller van fer-hi diverses reformes, especialment a les façanes del carrer de la Cucurulla i el carreró de les Cols (actualment cegat). El 1819, Marianna Ros va demanar permís per a tancar part d'un portal al carrer dels Arcs i posar vidrieres a la part de sobre. El 1805, el matrimoni va casar la seva filla Eulàlia de Girona i Ros amb Josep Marià de Cabanes i d'Escofet, que el 1822 va demanar permís per a obrir-hi una finestra, segons el projecte del mestre de cases Jeroni Vidal, i novament el 1826 per a fer-hi arribar l'aigua de la mina de Montcada des del repartidor proper.

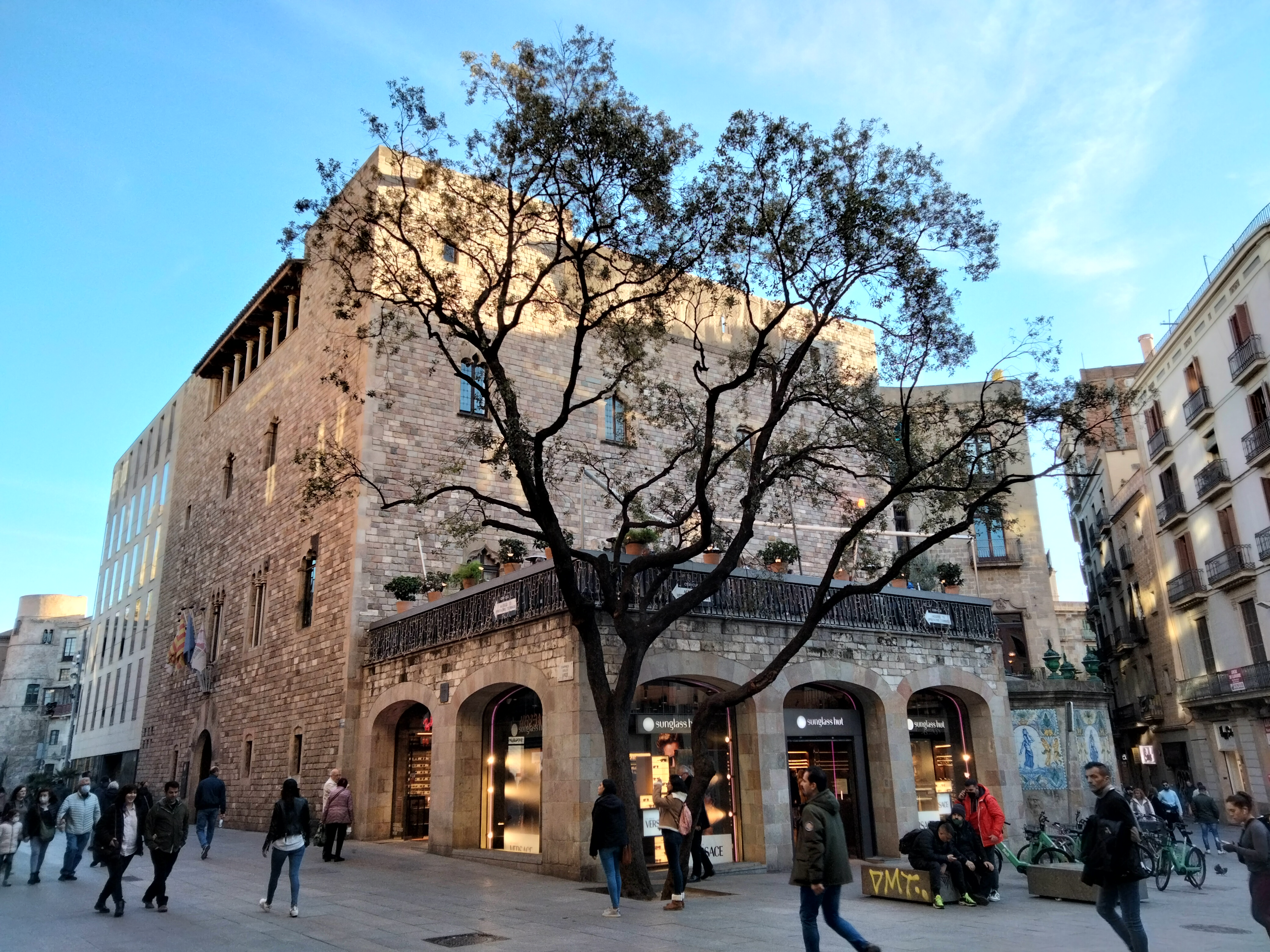
Noves façanes al carrer dels Arcs i la plaça de Santa Anna

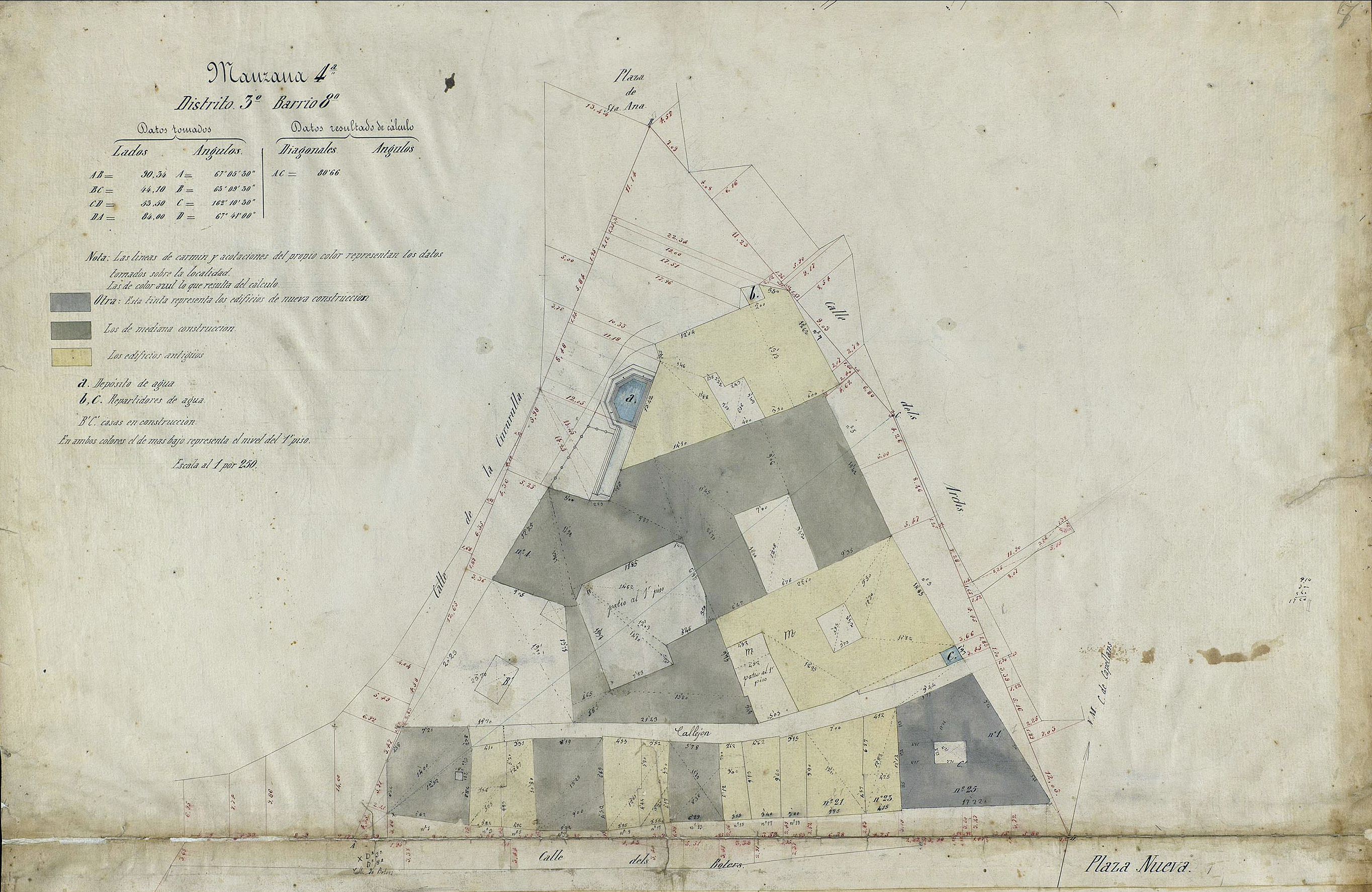
Quarteró núm. 61 de Garriga i Roca (c. 1860)

L'hereu Francesc de Paula de Cabanes i de Girona va morir el 1851 sense descendència, i la propietat va passar a mans de la seva germana Joaquima, casada amb Ignasi de Bassols i de Foixà, que el 1854 va encarregar a l'arquitecte Josep Fontserè i Domènech la remunta de dos pisos sobre l'edifici existent al carrer de la Cucurulla. El matrimoni va tenir dues filles: Mercè de Bassols i de Cabanes, casada amb el seu cosí Lluís de Miquel i de Bassols, baró de Púbol i marquès de Blondel de l'Estany, que no van tenir descendència; i Pilar de Bassols i de Cabanes, casada amb Lluís de Barnola i Verdaguer. La finca fou heretada pel seu fill Joaquim de Barnola i de Bassols, i el 15 de març del 1958, la revista Destino publicava una carta seva on feia una ressenya de la seva casa i dels edificis adjacents, amenaçats pel projecte d'eixamplament del carrer dels Arcs.
Finalment, i després de molts tràmits i acords de la Junta de Govern, el Reial Cercle Artístic va adquirir-la el 9 de desembre del 1959. Tal com es recull en la historiografia, en aquell moment encara es conservaven a alguns salons de la casa nombrosos testimonis de pintures murals decoratives. Al primer pis hi havia un petit hort o jardí amb tarongers i altres plantes, element molt habitual en l'arquitectura domèstica barcelonina medieval i barroca i que apareix als «Quarterons» de Garriga i Roca. El 1963, durant les obres de reforma dirigides per l'arquitecte Adolf Florensa, s'hi va trobar una finestra gòtica completa i les restes d'una segona. Es va cobrir el pati, s'enderrocà una part de la planta baixa, s'adaptaren els sostres i voltes, s'aixecaren parets al primer pis i es reformaren els accessos a l'anomenada Sala dels Atlants, descoberta al darrere d'unes parets falses i un sostre isabelí.
El 1967, un cop acabats els enderrocaments dels números senars del carrer dels Arcs, va ser necessari dotar l'edifici d'unes noves façanes, i l'Ajuntament de Barcelona va acordar la construcció d'un nou cos de planta baixa rematat amb una terrassa a l'emplaçament de la finca número 7, un casal barroc. Les obres es van realitzar entre 1967 i 1970, i comptaren amb la participació dels arquitectes Josep Maria Armengol i Antoni Lozoya i el decorador Ramon Rigol. A la nova construcció, on s'aprofitaren pedres del mateix enderrocament i d'altres indrets de la ciutat, emmagatzemades per l'Ajuntament, es va optar per reproduir la tipologia de casa catalana d'estil gòtic. A la façana principal es va col·locar la finestra que havia aparegut en un dels salons interiors, i les restes d'una segona es van completar a imitació de la conservada per l'empresa contractista Closa.

## Descripció
La finca té cinc plantes (baixos, d'entresòl, principal i dos pisos més), tot cobert amb un terrat pla transitable. Al centre hi ha un pati descobert a nivell del darrer pis i al voltant del qual, s'obren diverses dependències. Un dels elements més emblemàtics de l'edifici és la façana en «L» del carrer de la Cucurulla, a l'extrem septentrional de la qual s'adossa l'abeurador de la Font de Santa Anna, i on es trobava l'accés original. Actualment, però, s'hi accedeix des del número 5 del carrer dels Arcs, on el Reial Cercle Artístic té la seva entrada.
A continuació de la planta baixa, es desenvolupa un entresòl amb nombroses finestres de llinda recta i sense cap decoració rellevant. Aquestes s'obren a uns balcons de petita volada i barana de ferro amb barrots helicoidals, fruit molt probablement d'una intervenció posterior. A sobre hi ha la planta noble, perfectament identificable des del carrer per la gran qualitat escultòrica de les llindes de les finestres. Aquestes (avui dia balcons) tenen una llinda mixtilínia que imposta a sobre d'unes mènsules amb forma de caps humans (masculins i femenins). Tant la llinda com els muntants són de pedra i estan treballats amb una fina motllura. Al centre de cadascuna de les llindes es disposa un medalló on es representa un dels treballs d'Hèrcules, segons la mitologia, fundador de la ciutat de Barcelona.
L'interior ha quedat completament modificat a conseqüència de la polèmica intervenció realitzada a la dècada del 1960 per l'arquitecte Adolf Florensa. Les estances de la planta noble que s'obren al carrer de la Cucurulla són una sala d'exposicions, la biblioteca i la coneguda com Sala dels Atlants. A més d'aquestes, existeix un espai central anomenat Sala de lectura que funciona com espai de reunió i distribució cap a altres estances. Una escala de fusta dona accés als nivells superiors on es localitzen despatxos, més sales d'exposició i aules de treball per als artistes.
La biblioteca és l'estança més meridional; oberta a través de tres finestres al carrer de la Cucurulla, disposa de planta i altell, que durant un temps va ser utilitzada com sala de juntes directives. El saló central o de lectura, es configura com un espai rectangular amb angles en xamfrà on es disposen unes vitrines amb escultures. Aquest àmbit es configura com un espai de trobada i al temps de distribució, que comunica amb la biblioteca, una sala d'exposicions i un vestíbul.
La Sala dels Atlants és una estança de planta rectangular i gran alçada, coberta amb un sostre pintat i motllurat, el qual queda sostingut per les figures d'uns atlants. La sala disposa actualment d'una zona habilitada com escenari i destaca especialment el parament vermellós a sobre del qual es disposen parelles de columnes amb capitell d'ordre corinti daurat que flanquegen les portes d'accés a la sala. Aquestes columnes sostenen un entaulament molt senzill motllurat amb marbre i daurats a sobre del qual es desenvolupa un cos amb finestres que donen llum a l'espai. Però sense cap mena de dubte l'element més representatiu de la sala són les escultures dels atlants que es disposen alineades sobre de cadascuna de les columnes. Els atlants reposen en un curt estípit de fust estriat i daurat que contrasta amb la blancor de les figures, organitzades en parelles de dos i fisonòmicament diferenciades entre si. Des d'aquesta sala s'accedeix a la terrassa adossada a la Font de Santa Anna, construïda a finals de la dècada del 1960.